# John Ljunggren
John Arthur Ljunggren (Forsheda, 9 de setembro de 1919 – Bor, 13 de janeiro de 2000) foi um atleta sueco especializado na marcha atlética, campeão olímpico em Londres 1948.
Apareceu pela primeira vez no atletismo internacional vencendo os 50 km da marcha no Campeonato Europeu de Atletismo de 1946, o primeiro realizado pós-II Guerra Mundial, em Oslo, Noruega. Em Londres 1948, conquistou a medalha de ouro na marcha dos 50 km, acrescentando a título de campeão olímpico ao de campeão europeu. Em Helsinque 1952, conseguiu apenas o 9º lugar, mas voltou aos Jogos em Melbourne 1956, conquistando a medalha de bronze na prova e ficou em 4º lugar nos 20 km. Em Roma 1960, aos 41 anos, Ljunggren disputou pela terceira vez a marcha nos Jogos Olímpicos e ganhou mais uma medalha, desta vez de prata, nos 50 km.
Em Tóquio 1964, ele fez sua última aparição nos Jogos, já com 45 anos, disputando tanto os 20 km quanto os 50 km, mas não conseguiu medalhas, chegando apenas em posições intermediárias.